# Neocentropogon japonicus
Neocentropogon japonicus és una espècie de peix pertanyent a la família dels tetrarògids i a l'ordre dels escorpeniformes.

## Etimologia
Neocentropogon deriva dels mots grecs neos (nou), κέντρον (kéntron, fibló) i pogon (barba), mentre que l'epitet llatí japonicus fa referència al Japó, una de les seues àrees de distribució geogràfica.

## Descripció
Fa 13,5 cm de llargària màxima. Posseeix glàndules verinoses.

## Alimentació
El seu nivell tròfic és de 3,49.

## Hàbitat i distribució geogràfica
És un peix marí, demersal i de clima temperat, el qual viu al Pacífic nord-occidental: les prefectures de Kōchi i Kagoshima al Japó, el mar de la Xina Meridional i Taiwan.

## Observacions
És verinós per als humans i el seu índex de vulnerabilitat és de baix a moderat (35 de 100).